# Isoflex
Isoflex is een Frans historisch merk van motorfietsen.
De bedrijfsnaam was: SOTEC (Société Technique et Commerciale de Construction Automobile).
SOTEC begon in 1956 met de productie van lichte motorfietsjes met een 99cc-Villiers-tweetaktmotor. De machines hadden een open buisframe en een bijzondere wielophanging die bestond uit scharnierende buizen. Het motorblokje was door sierlijk plaatwerk aan het oog onttrokken, maar de productie werd al snel beëindigd.